# Waldeck Bona

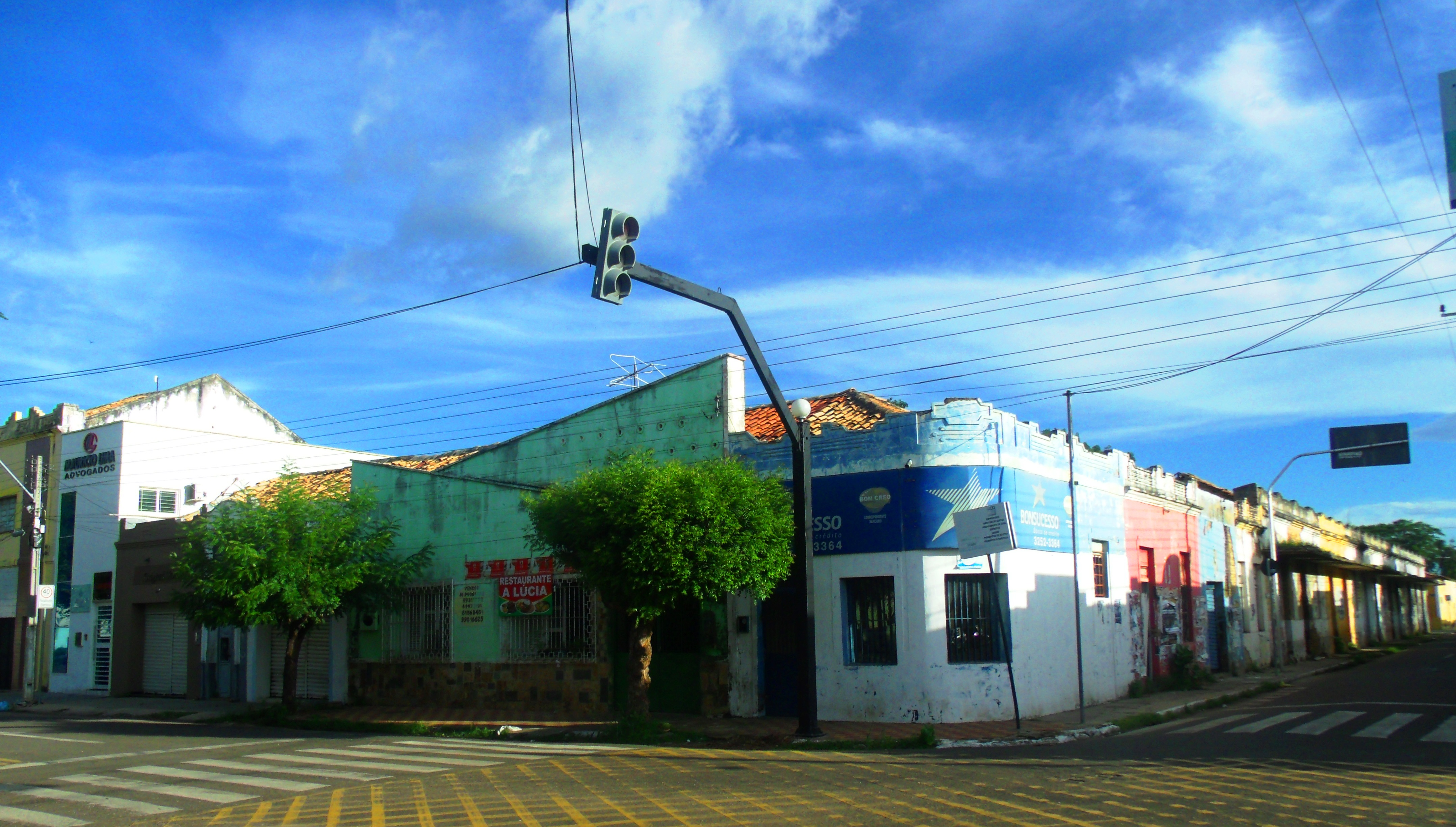
Casa e ponto de comércio de Waldeck Bona.

Waldeck Bona (Campo Maior,  15 de dezembro  de 1908) - Teresina, 30 de fevereiro de 1993) foi um fazendeiro, comerciante  e político brasileiro com atuação no Piauí onde foi prefeito de sua cidade natal e deputado estadual.

## Dados biográficos

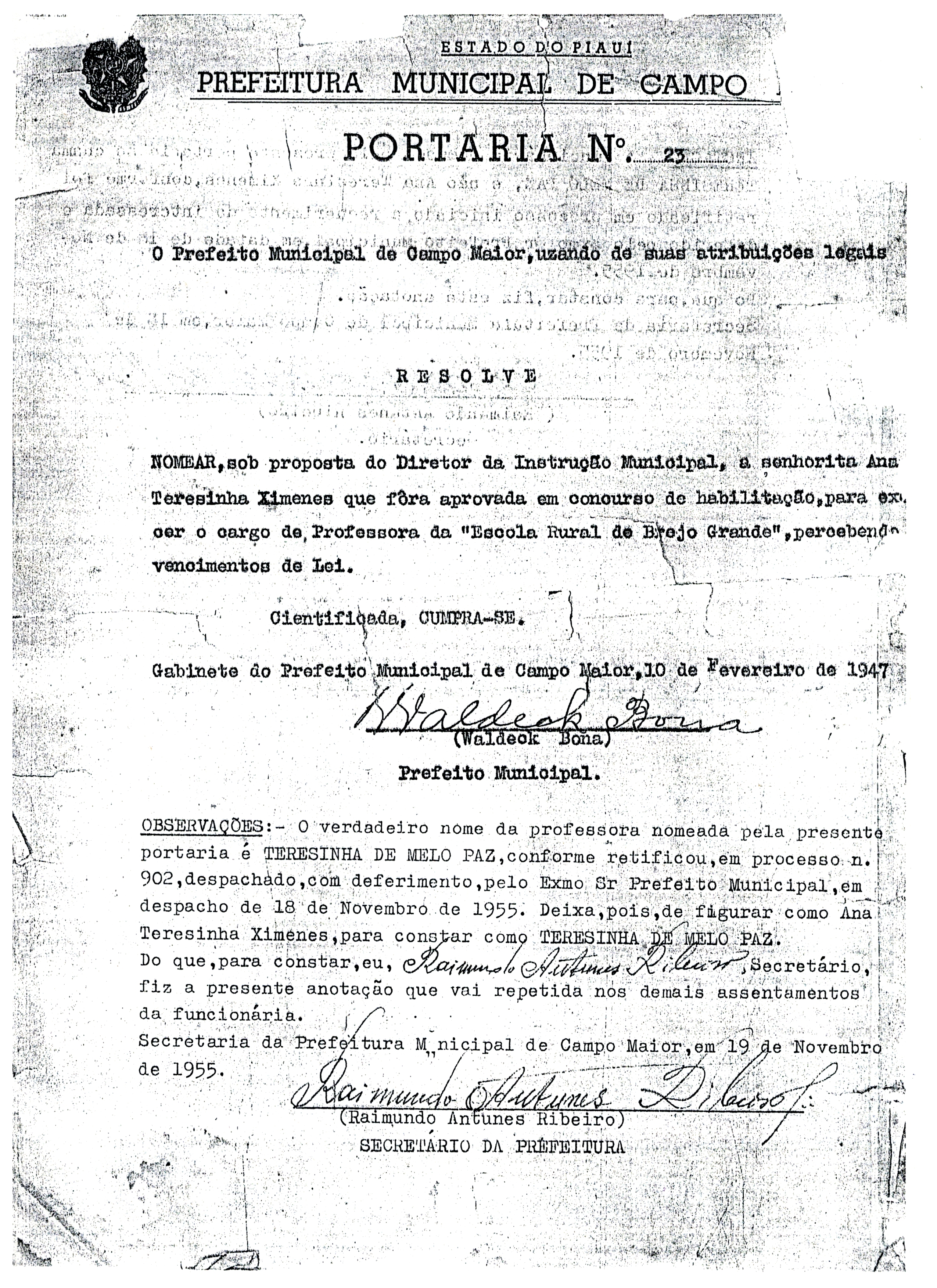
Portaria em que Waldeck Bona, como prefeito, nomeia uma professora.

Filho de Ovídio Bona e Ana Monteiro Bona, foi prefeito de Campo Maior de 6 de maio de 1946 a 6 de maio de 1947 e de 21 de abril de 1948  a 30 de janeiro de 1951 e nas eleições estaduais de 1954 foi eleito deputado estadual pelo PSD e reeleito em 1958..